# Ultraliberalismus
Ultraliberalismus wird vorwiegend als politisches Schlagwort verwendet, um zu kennzeichnen, dass bestimmte liberale Überzeugungen in übertriebener Weise ausgebildet sind bzw. zum Extremen neigen.

## Historische Verwendung
Bereits 1819 bezeichnete Fürst von Metternich in einem Brief an seinen Vertrauten Friedrich von Gentz den Ultraliberalismus als Ursprung der oppositionellen Bewegung. Jörn Leonhard sieht in dieser Bezeichnung eine „Stigmatisierung eines politischen Extremismus“, für den das aus Frankreich stammende Präfix Ultra stehen würde.
Im 19. Jahrhundert war das Präfix ultra negativ konnotiert: „Ultra, Ultraliberale, Ultraroyalisten, Ultramontane. — Ultra heißt wörtlich jenseits. Es bezeichnet also in den beiden ersten angeführten zusammengesetzten Worten, daß die bestimmte Bestrebung oder Theorie jenseits der richtigen Linie oder Grenze eines freisinnigen oder monarchischen Bestrebens angelangt, aber daß sie durch Übertreibung verkehrt sei.“ Der russische Ökonom Ladislaus von Bortkewitsch verwendet den Begriff in einer Rezension über Vilfredo Paretos „Cours d’économie politique“ Ende des 19. Jahrhunderts zur Kennzeichnung von Paretos Denken „im Sinne eines extremen Liberalismus und Idealismus“ (S. 90). Bortkewitsch erkennt im „ultra-liberalen Standpunkt Paretos“ ein „gut Stück Idealismus“, so dass man oft geneigt sei, „ihm dasselbe entgegenzuhalten, was seinerseits den sozialistischen Schriftstellern gegenüber geltend gemacht wird, nämlich daß sie mit idealen statt mit wirklichen Menschen rechnen.“
Wilhelm Traugott Krug nannte Ludwig Börne und Heinrich Heine als Beispiele für ultraliberale Juden.
Adolf Heinrich von Arnim-Boitzenburg nannte den Arzt Dr. Julius Waldeck, ein Verwandter von Johann Jacoby, als Anhänger „der ultraliberalen Schule“, die „bei der literarischen Welt […] in keiner besonderen Achtung“ stehe und die auch nur „ein paar Studenten, junge Doktoren der Medizin und Juden“ umfasse.

## Beispiele für die Verwendung in der heutigen Zeit
Ultraliberalismus wird sehr unterschiedlich verwendet, oft ähnlich wie das Schlagwort „Marktfundamentalismus“; in diesem Sinne ist es nicht mit der amerikanischen Verwendung des Wortes liberal zu verwechseln, wo sich der Begriff auf die linke, aktive Rolle des Staates, um den Markt zu korrigieren und nationale Sozialpolitik zu etablieren bezieht, wobei das Wort Liberal in weiten Kreisen auch ohne den Zusatz als negativ konnotiert gilt.
- Insbesondere in Frankreich ist der Begriff in den Medien und in der Politik im täglichen Sprachgebrauch. Marine Le Pen bezeichnete so im Wahlkampf zur Präsidentschaftswahl in Frankreich 2017 sowohl ihren Konkurrenten François Fillon,[9] als auch ihren Konkurrenten Emmanuel Macron[10] wiederholt[11] als ultraliberal. Emmanuel Macron wiederum bezeichnete das Gesellschaftsmodell in den USA als „ultraliberale Ordnung“.[12] Schon im September 2007 warf die damalige Präsidentschaftskandidatin Ségolène Royal ihrem Konkurrenten Nicolas Sarkozy vor, eine „ultraliberale“ Politik zu verfolgen.[13] Nicolas Sarkozy erklärte im Ministerrat, er wolle eine Industriepolitik „ohne Beeinflussung durch die Ultraliberalen“ führen.[14] Marie-George Buffet, ehemalige kommunistische Ministerin, äußerte die Ansicht, dass die Arbeitgebervereinigung Medef ein „ultraliberales Wirtschafts- und Sozialprogramm“ durchsetzen wolle,[15] während für die Sozialistische Partei das Programm von François Bayrou auf Ultraliberalismus ausgerichtet sei.[16]
- Sehr häufig findet sich das Wort im Buch Die Diktatur des Profits der Globalisierungskritikerin Viviane Forrester. Die FAZ schreibt in der Rezension ihres Buches, „Ultraliberalismus“ stehe bei Forrester für eine „unheimliche, nicht klar zu ortende Macht“, die die Welt regiere.[17]
- Ludwig Börne wird sowohl von Ludwig Marcuse,[18] als auch von Hermann Kesten[19] und Eleonore Sterling[20] als ultraliberal bezeichnet.
- Hans Michael Heinig charakterisiert Wilhelm von Humboldt und Robert Nozick als ultraliberale Autoren.[21]
- Der Ökonom Michel Albert spricht vom Ultraliberalismus des „neo-amerikanischen Modells“.[22]
- Friedrich August von Hayek befürwortete einen Zusammenschluss der Nationalstaaten in einem Bundesstaat, dessen Kompetenzen darauf beschränkt sein sollen, die Schädigung eines Staates durch einen anderen zu verhindern. Der Bundesstaat solle also Befugnisse analog zum „ultraliberalen Laissez-faire Staat“ haben.[23] Laut David Held plädierte Friedrich August von Hayek für die Beschränkung staatlicher Aktivitäten auf das Minimum eines „ultra-liberalen“ Staates.[24]
- Nach Frank A. Meyer sei die Kernbotschaft des Ultraliberalismus „Alle Macht dem Markt“.[25]
- Der Wirtschafts- und Sozialhistoriker Eric Hobsbawm hält die Ökonomen Friedrich August von Hayek und Milton Friedman für „militante[n] Verfechter des wirtschaftlichen Ultraliberalismus“.[26]
- Der Anarchismus-Forscher Bernd A. Laska verwendet Ultraliberalismus als Überbegriff für Libertarismus, Minarchismus und Anarchokapitalismus.[27]
- Der Philosoph Wolfgang Lenzen nennt ultraliberal eine Position, „die nicht nur Abtreibung in beliebig fortgeschrittenen Schwangerschaftszustand, sondern sogar die Tötung von Neugeborenen und Säuglingen bis zu einem bestimmten Alter für moralisch zulässig erachtet“.[28]
- In der Zeichentrickserie Die Simpsons bezeichnet ein Mitglied der Glaubensgemeinschaft der Amische seinen Cousin Ned Flanders als ultraliberal.